# Haliragoides inermis
Haliragoides inermis is een vlokreeftensoort uit de familie van de Calliopiidae. De wetenschappelijke naam van de soort werd in 1883 voor het eerst geldig gepubliceerd door Georg Ossian Sars.